# Müllrose
Müllrose is een gemeente in de Duitse deelstaat Brandenburg, en maakt deel uit van de Landkreis Oder-Spree.
Müllrose telt 4.632 inwoners.

## Demografie
- Ontwikkeling van de bevolking sinds 1875 binnen de huidige grenzen (blauwe lijn: Bevolking; stippellijn: Vergelijking van de ontwikkeling van de bevolking van de deelstaat Brandenburg, Grijze achtergrond: tijdens de nazi-regering, Rode achtergrond: tijdens de communistische regering)

| Jaar | Inwoners |
| ---- | -------- |
| 1875 | 2 710    |
| 1890 | 2 826    |
| 1910 | 2 876    |
| 1925 | 3 146    |
| 1933 | 3 249    |
| 1939 | 3 164    |
| 1946 | 3 515    |
| 1950 | 3 805    |
| 1964 | 3 271    |
| 1971 | 3 383    |

| Jaar | Inwoners |
| ---- | -------- |
| 1981 | 3 171    |
| 1985 | 3 242    |
| 1989 | 3 139    |
| 1990 | 3 051    |
| 1991 | 3 044    |
| 1992 | 3 011    |
| 1993 | 3 053    |
| 1994 | 3 085    |
| 1995 | 3 140    |
| 1996 | 3 298    |

| Jaar | Inwoners |
| ---- | -------- |
| 1997 | 3 565    |
| 1998 | 3 862    |
| 1999 | 4 021    |
| 2000 | 4 180    |
| 2001 | 4 290    |
| 2002 | 4 337    |
| 2003 | 4 400    |
| 2004 | 4 428    |
| 2005 | 4 437    |
| 2006 | 4 503    |

| Jaar | Inwoners |
| ---- | -------- |
| 2007 | 4 530    |
| 2008 | 4 504    |
| 2009 | 4 477    |
| 2010 | 4 444    |
| 2011 | 4 367    |
| 2012 | 4 432    |
| 2013 | 4 463    |
| 2014 | 4 514    |
| 2015 | 4 566    |
| 2016 | 4 571    |

| Jaar | Inwoners |
| ---- | -------- |
| 2017 | 4 587    |
| 2018 | 4 630    |
| 2019 | 4 636    |
| 2020 | 4 632    |

Gegevensbronnen worden beschreven in de Wikimedia Commons..
Bad Saarow ·
Beeskow ·
Berkenbrück ·
Briesen (Mark) ·
Brieskow-Finkenheerd ·
Diensdorf-Radlow ·
Eisenhüttenstadt ·
Erkner ·
Friedland ·
Fürstenwalde/Spree ·
Gosen-Neu Zittau ·
Groß Lindow ·
Grünheide ·
Grunow-Dammendorf ·
Jacobsdorf ·
Langewahl ·
Lawitz ·
Mixdorf ·
Müllrose ·
Neißemünde ·
Neuzelle ·
Ragow-Merz ·
Rauen ·
Reichenwalde ·
Rietz-Neuendorf ·
Schlaubetal ·
Schöneiche bei Berlin ·
Siehdichum ·
Spreenhagen ·
Steinhöfel ·
Storkow ·
Tauche ·
Vogelsang ·
Wendisch Rietz ·
Wiesenau ·
Woltersdorf ·
Ziltendorf